# Brandon Cronenberg
Brandon Cronenberg   (Toronto, 10 de gener de 1980) és un director de cinema i guionista canadenc. És el fill del també director David Cronenberg.

## Trajectòria
Cronenberg de petit es considerava un "nerd dels llibres" i en créixer va decidir convertir-se en escriptor, pintor o músic. Quan es va adonar que l'art del cinema incorporava tots aquests elements va decidir estudiar cinematografia a la Universitat de Ryerson a Toronto.
El seu primer llargmetratge, Antiviral, va debutar al 65 Festival Internacional de Cinema de Canes a la secció Un Certain Regard. Cronenberg va reeditar la pel·lícula després del festival retallant-ne gairebé sis minuts del metratge, un cop revisada es va mostrar al Festival Internacional de Cinema de Toronto de 2012 i va guanyar el premi al Millor director revelació al XLV Festival Internacional de Cinema Fantàstic de Catalunya amb un film on «ressuscita conceptes que semblen extrets de la nova carn dels films del seu pare i que, tot i una premissa fascinant, es perd en el seu laberint d'atmosferes sòrdides i ambients clínics».
L'any 2020 presentà el llargmetratge Possessor, protagonitzat per Christopher Abbott, Andrea Riseborough, Jennifer Jason Leigh, Tuppence Middleton i Sean Bean. La pel·lícula, que sorgeix de l'aversió del director a fer entrevistes de premsa, està ambientada en un món distòpic en què un empresari crea mercenaris assassins amb implants cerebrals. Va ser mereixedora dels premis a Millor pel·lícula i Millor direcció al LIII Festival Internacional de Cinema Fantàstic de Catalunya i el jurat la va considerar «original, pertorbadora, inquietant i molt de Sitges». També ha dirigit videoclips per al grup de pop electrònic Animalia.

## Filmografia

### Llargmetratges
- 2012: Antiviral
- 2020: Possessor[11]

### Curtmetratges
- 2008: Broken Tulips
- 2010: The Camera and Christopher Merk
- 2019: Please Speak Continuously and Describe Your Experiences as They Come to You